# Şemdinli
Şemdinli (syrisch-aramäisch: ܫܲܡܣܕܝܼܢ Şamizdin, kurdisch: Şemzînan) ist eine Stadt und ein Landkreis der Provinz Hakkâri in der Türkei. Der Ort liegt in einem Becken, das vom Şemdinli-Bach, der ein Zufluss des Großen Zab ist, bewässert wird. Es ist über den 2110 Meter hohen Harunpaß mit der Yüksekovaebene (Geverebene) verbunden. Şemdinli grenzt im Nord(west)en an den Kreis Yüksekova und im Süden an den Kreis Derecik sowie im Nordosten an den Iran und im Süd(ost)en an den Irak. Der Ort wurde 1946 zur Belediye erhoben und beherbergt mehr als ein Drittel (2020: 35,7 %) der Kreisbevölkerung.

## Verwaltung
Der Landkreis gab 2018 den Südostteil seines Territoriums an den neu geschaffenen Kreis Derecik ab. Der Frauenanteil liegt bei 46,9 % und die Bevölkerungsdichte (36) liegt unterhalb des Provinzdurchschnitts (39,5 Einw. je km²). Neben der Kreisstadt gibt es noch 18 Dörfer (Köy) mit durchschnittlich 1545 Bewohnern. Neun Dörfer haben 1000 und mehr Einwohner:
- Altınsu (4828)
- Korgan (4346)
- Günyazı (2808)

- Tekeli (2435)
- Tütünlü (2138)
- Kayalar (2011)
- Konur (1490)
- Boğazköy (1240)
- Çatalca (1036 Einw.)

## Geschichte
Der frühere Name Şemdinlis lautete Nûşar (kurd. für „neue Stadt“). 1928 ist der kurdische Name Şemdinan nachweisbar. Er leitet sich möglicherweise von Schams ad-Din Abbasi ab, der im 11. Jahrhundert lebte. Ab 1932 wurde die türkisierte Form Şemdinli benutzt.
Die früheren Einwohner Şemdinlis waren aramäische Nestorianer. Die Aramäer, die zum Stamm der Noçiya (kurdisch: Navçilal; übersetzt Zwischen den Bergen) gehören, unterstanden seit dem 14. Jahrhundert dem kurdischen Fürstentum Badinan, dessen Zentrum das heutige irakische Amediye war. Die geistlichen Führer der Nestorianer mit Sitz in Qudschanis wurden seit 1663 aus der Familie der Matran aus dem Stamm der Noçiya gestellt. Heute leben noch etwa 20.000 Mitglieder der Noçiya zerstreut im Irak, Iran und den USA. Es leben vier große kurdische Stämme in Şemdinli. Diese sind die Humaro, die Zarza, die Herki und die Gerdi.
Seyyid Taha wanderte Anfang des 19. Jahrhunderts ins Dorf Nehri ein und gründete dort eine Madrasa. Er stiftete Frieden zwischen den Stämmen und weitete seinen Einfluss von Van bis Urmia im Iran aus. Seyyid Taha war ein Schüler (Murid) des Naqschbandi-Scheichs aus Mossul namens Halid Bagdadi. Seyyid Taha genießt unter den Kurden Hakkâris und des Iraks immer noch großes Ansehen. Während des Russischen Krieges 1854 bis 1858 mobilisierte er die kurdischen Stämme für das Osmanische Reich.
Tahas Sohn Scheich Ubeydallah erhob sich 1879 gegen die Osmanen und 1880 gegen den Iran. Er propagierte die Gründung eines islamischen Kurdistans. Daher wird Scheich Ubeydullah von einigen kurdischen Forschern als der erste Führer des modernen kurdischen Nationalismus angesehen. Nach seiner Niederlage wurde Scheich Ubeydallah samt Familie in den Hedschas deportiert, wo er auch später starb.
Ubeydullahs Sohn Seyyit Abdülkadir kehrte nach dem Familienexil aus dem Hedschas zurück nach Istanbul und wurde ein Mitglied des Osmanischen Parlaments (Âyân Meclisi). 1919 war er unter den Gründern der Freiheits- und Einigkeitspartei und war Vorsitzender des Staatsrates in der ersten Regierung Damad Ferid Paschas. Seyyid Abdülkadir wurde wegen der Organisation des Scheich-Said-Aufstandes von 1925 von einem Unabhängigkeitsgericht in Diyarbakır zum Tode verurteilt und hingerichtet. Im selben Jahr verwüsteten türkische Soldaten das Dorf Nehri samt der Madrasa und setzten so dem Einfluss der Familie ein Ende.
Im Ersten Weltkrieg wurde Şemdinli viermal von den Russen besetzt. Das erste Mal vom 5. Oktober bis Dezember 1914, das zweite Mal im Mai 1915, das dritte Mal im Herbst 1915 bis zum 31. Juli 1916 und das vierte Mal vom 10. August 1916 bis zum 24. Oktober 1917. 1915 wurden alle Christen der Umgebung vertrieben. Sie flohen unter anderem nach Urmia. Nach dem Krieg verhinderte der Stammesführer der Schikak İsmail Ağa (Simko (Schikak)) mit Kâzım Karabekir die Rückkehr der Nestorianer von Urmia nach Hakkâri. Als Reaktion auf die Hinrichtung Seyyit Abdülkadirs 1925 wurde die Stadt kurzzeitig von kurdischen Aufständischen besetzt.

## Auseinandersetzungen zwischen PKK und Sicherheitskräften in Şemdinli
In der Umgebung von Şemdinli gibt es immer wieder Auseinandersetzungen zwischen PKK-Kämpfern und türkischen Sicherheitskräften.
Am 9. November 2005 kam es zu einem Bombenanschlag auf eine Buchhandlung. Die Angreifer wurden überwältigt und stellten sich als Angehörige der Jandarma heraus.
Nach mehreren Auseinandersetzungen im Juni 2012 belagerte die PKK Şemdinli im Juli 2012. Im September 2012 startete die türkische Armee eine Operation (Şafak Operasyonu).

## Sehenswürdigkeiten
- Taş Köprü (Steinbrücke): Die Brücke befindet sich zwölf Kilometer von Şemdinli und vier Kilometer vom Dorf Bağlar entfernt. Die Brücke ist elf Meter hoch und 21 Meter lang. Sie wurde Ende des 19. Jahrhunderts errichtet.[3]
- Kelat Sarayı (Schloss Kelat): Das Schloss liegt 17 Kilometer von Şemdinli am Rand eines Bachs. Es wurde Anfang des 20. Jahrhunderts errichtet.[4]
- Kayme Sarayı (Schloss Kayme): Das Schloss liegt nördlich des Dorfes Bağlar. Es wurde um 1909 bis 1911 errichtet.[4]